# Referendum sull'autonomia della Guyana francese del 2010
Il referendum sull'autonomia della Guyana francese del 2010 (in francese, ufficialmente, consultation des électeurs de la Guyane en application des articles 72-4 et 73 de la Constitution) è un referendum per l'autonomia che si è svolto in Guyana francese il 10 gennaio 2010 per votare sull'autonomia del territorio d'oltremare francese. Agli elettori è stata data la scelta di ottenere più autonomia dalla Francia metropolitana trasformando il territorio in una collettività d'oltremare con l'applicazione dell'articolo 74 della costituzione francese. La proposta è stata respinta con il 70,22% dei voti.
Nella stessa giornata si è tenuto a Martinica un referendum equivalente, anch'esso respinto.

## Contesto
Il presidente francese Nicolas Sarkozy ha proposto il referendum dopo aver visitato l'isola caraibica della Martinica nel giugno 2009. I dipartimenti francesi d'oltremare della Martinica e della Guadalupa avevano subito scioperi generali prolungati all'inizio del 2009, a causa dei salari e degli standard di vita più bassi rispetto alla Francia continentale.
La Guyana francese all'epoca era, così come la Martinica, un dipartimento e regione d'oltremare, avente lo stesso status dei dipartimenti e delle regioni della Francia europea secondo l'articolo 73 della Costituzione francese.
La consultazione propone una maggiore autonomia, passando sotto lo status di collettività d'oltremare invece che sotto quello di dipartimento e regione, come i territori di Saint-Martin e Saint-Barthélemy.

## Esito
| Scelta                                      | Voti   | %     |
| ------------------------------------------- | ------ | ----- |
| Sì                                          | 9 448  | 29,78 |
| No                                          | 22 281 | 70,22 |
| Valide                                      | 31729  | 97,67 |
| Non valide/bianche                          | 757    | 2,33  |
| Totale                                      | 32 486 | 100   |
| Aventi diritto                              | 67 460 | 48,16 |
| Fonte: Ministero dell'interno e d'oltremare |        |       |

## Conseguenze
Con la vittoria del "no", viene applicato il secondo articolo del decreto presidenziale sul referendum per l'autonomia della Guyana francese, e viene dunque istituito un secondo referendum il 24 gennaio. Il secondo referendum propone la creazione di una collettività unica che eserciti le competenze di dipartimento e regione. Il secondo referendum viene approvato dalla maggioranza dei votanti, e porta alla creazione dell'Assemblea della Guyana francese, istituita il 1º gennaio 2016.